# Jogo das Estrelas da Major League Baseball

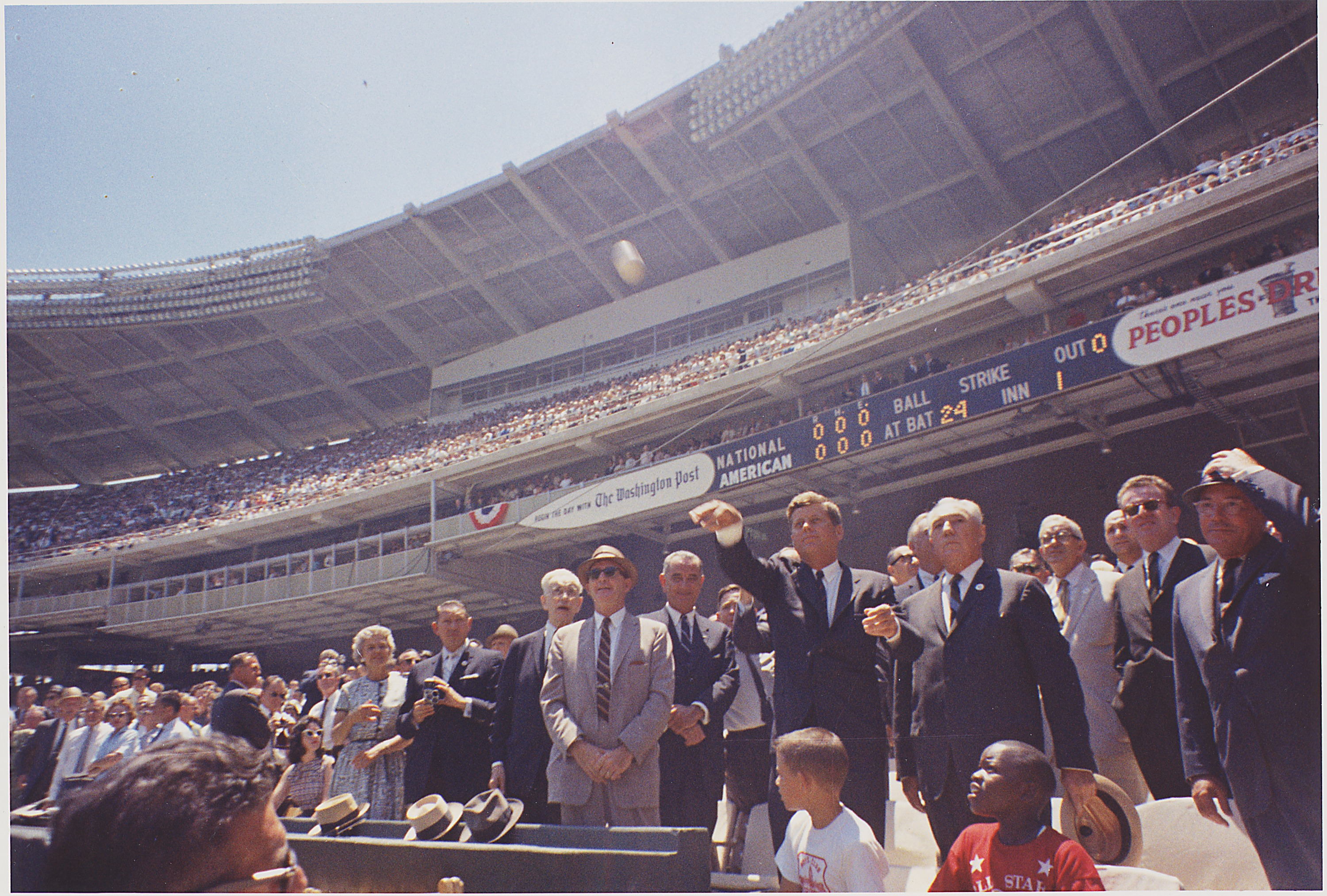
Presidente John F. Kennedy jogando a primeira bola no Jogo das Estrelas de 1962.

O Jogo das Estrelas da Major League Baseball é um jogo de exibição anual entre os melhores jogadores da Liga Nacional e da Liga Americana. O Jogo das Estrelas geralmente acontece em meados de Julho e marca a metade da temporada da Major League Baseball.

## Eleição da sede
A sede é eleita pela MLB e tradicionalmente alterna entre ambas as ligas participantes. Esta tradição foi rompida em 2007, quando o San Francisco Giants foi o anfitrião para o Jogo das Estrelas desse ano. O Pittsburgh Pirates foi à sede de 2006. A "equipe da casa" é a liga a qual pertence a equipe do estádio onde se joga. Os critérios de eleição são subjetivos, mas na maioria dos casos, cidades que têm novos parques e aquelas que não têm tido um jogo nelas em muito tempo tendem a serem as mais prováveis.

## As equipes

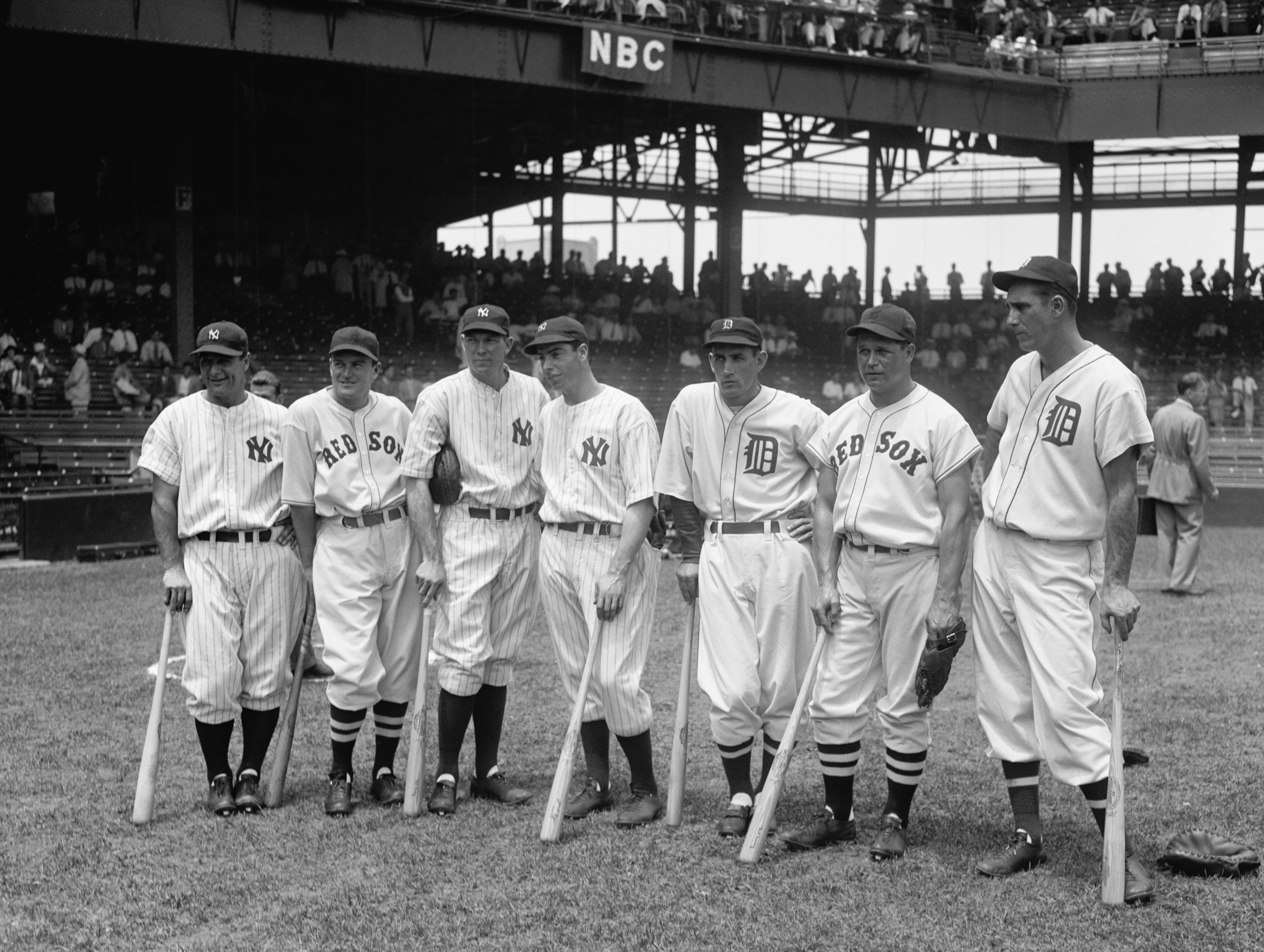
A equipe da Liga Americana do All Star Game em 1937.

O manager da equipe de cada liga é o técnico do campeão da liga do ano anterior. Esta honra é outorgada à pessoa e não à equipe, pelo que é possível que o selecionado não siga pertencendo à equipe com o qual ganhou (como ocorreu em 2003, quando Dusty Baker dirigiu a equipe da Liga Nacional apesar de ter mudado de equipe vice-campeã (San Francisco Giants) ao Chicago Cubs durante o recesso entre temporadas.) Os técnicos são eleitos pelo manager.
Cada equipe consiste de 32 jogadores, selecionados em uma das seguintes maneiras:
- Votação dos fãs: os fãs votam pelos jogadores titulares para o Jogo das Estrelas, com bilhetes distribuídos nos jogos de beisebol antes da metade da temporada e, em anos recentes, pela internet. Quando se joga em um estádio da Liga Americana, o rebatedor designado é eleito também desta maneira.
- Votação dos jogadores: até a data, os lançadores e um jogador substituto para cada posição são eleitos por outros jogadores. Se este jogador coincide com o selecionado pelo público, então o segundo lugar nesta categoria é eleito para a equipe.
- Seleção do manager (primeira parte): o dirigente e a Oficina da Comissão enchem a prancheta até ter 31 jogadores.
- Votação final: logo que as listas de 31 jogadores para cada liga é anunciada, os fãs votam por um jogador adicional, eleitos de uma lista feita pelo manager e a Oficina da Comissão.
- Seleção do manager (segunda parte): logo depois da votação final, o manager e a Oficina da Comissão tiram aqueles jogadores que estejam lesionados ou recusem o convite. Cada equipe da MLB tem pelo menos um posto garantido no evento.

Entre 1935 e 1946, o manager de cada equipe selecionava todos os jogadores. Os fãs receberam o direito a votar nos oito titulares (excluindo o lançador) a partir de 1947. Em 1957, fãs dos Cincinnati Reds sabotaram as votações e elegeram um jogador dos Reds para cada posição, exceto a primeira base. O comissário Ford Frick, interveio e eliminou dois jogadores dos Reds da equipe. Os fãs perderam o direito a votar até 1970. Entre 1958 e 1969, jogadores, técnicos e managers fizeram a eleição.

## Empates
No Fenway Park, em 31 de Julho de 1961, em Boston, Massachusetts, o primeiro empate em Jogos das Estrelas na história da MLB aconteceu quando o jogo foi parado depois da nona entrada devido a chuva.
Depois de um polêmico empate no jogo de 2002, quando ambas as equipes ficaram sem lançadores depois de 11 entradas, e em resposta às queixas dos fãs que a atmosfera dos jogos havia sido reduzida a um mero encontro casual em vez de uma competição, mudaram as regras para dar "significado" ao Jogo das Estrelas e incentivos adicionais para buscar a vitória. A partir da temporada de 2003 e até hoje, a liga que ganha o jogo tem a vantagem da sede na World Series. Anteriormente, a vantagem da sede era alternada entre um ano e outro.

## Curiosidades
Em 1945, devido a severas restrições para viajar, o Jogo das Estrelas programado para ser jogado em Boston foi cancelado.
Aconteceram dois Jogos das Estrelas por ano entre 1959 e 1962. O segundo jogo foi adicionado para arrecadar fundos para as pensões dos jogadores, assim como para outras causas.

## Eventos durante o Fim de Semana das Estrelas
Desde 1985, o Home Run Derby, um evento entre os líderes em rebatidas de home run é jogado no dia anterior ao Jogo das Estrelas. Além disso, um jogo de softbol entre celebridades é jogado antes do Home Run Derby. As equipes são regularmente uma mistura entre antigas estrelas da equipe sede assim também como celebridades da música, do cinema e da televisão. 

## Jogos das Estrelas da MLB (1933-presente)
| Ano    | Ganhador           | Pontuação               | Sede/Equipe                                             | Jogador Mais Valioso                                  |  |
| ------ | ------------------ | ----------------------- | ------------------------------------------------------- | ----------------------------------------------------- |  |
| 1933   | Americana          | 4-2                     | Comiskey Park, Chicago White Sox                        |                                                       |  |
| 1934   | Americana          | 9-7                     | Polo Grounds, New York Giants                           |                                                       |  |
| 1935   | Americana          | 4-1                     | Municipal Stadium, Cleveland Indians                    |                                                       |  |
| 1936   | Nacional           | 4-3                     | Braves Field, Boston Braves                             |                                                       |  |
| 1937   | Americana          | 8-3                     | Griffith Stadium, Washington Senators                   |                                                       |  |
| 1938   | Nacional           | 4-1                     | Crosley Field, Cincinnati Reds                          |                                                       |  |
| 1939   | Americana          | 3-1                     | Yankee Stadium, New York Yankees                        |                                                       |  |
| 1940   | Nacional           | 4-0                     | Sportsman's Park, Saint Louis Cardinals                 |                                                       |  |
| 1941   | Americana          | 7-5                     | Briggs Stadium, Detroit Tigers                          |                                                       |  |
| 1942   | Americana          | 3-1                     | Polo Grounds, New York Giants                           |                                                       |  |
| 1943   | Americana          | 5-3                     | Shibe Park, Philadelphia Athletics                      |                                                       |  |
| 1944   | Nacional           | 7-1                     | Forbes Field, Pittsburgh Pirates                        |                                                       |  |
| 1945   | Não foi realizado. | Não foi realizado.      | Não foi realizado.                                      | Não foi realizado.                                    |  |
| 1946   | Americana          | 12-0                    | Fenway Park, Boston Red Sox                             |                                                       |  |
| 1947   | Americana          | 2-1                     | Wrigley Field, Chicago Cubs                             |                                                       |  |
| 1948   | Americana          | 5-2                     | Sportsman's Park, St. Louis Browns                      |                                                       |  |
| 1949   | Americana          | 11-7                    | Ebbets Field, Brooklyn Dodgers                          |                                                       |  |
| 1950   | Nacional           | 4-3 (14 entradas)       | Comiskey Park, Chicago White Sox                        |                                                       |  |
| 1951   | Nacional           | 8-3                     | Briggs Stadium, Detroit Tigers                          |                                                       |  |
| 1952   | Nacional           | 3-2 (5 entradas, chuva) | Shibe Park, Philadelphia Phillies                       |                                                       |  |
| 1953   | Nacional           | 5-1                     | Crosley Field, Cincinnati Reds                          |                                                       |  |
| 1954   | Americana          | 11-9                    | Municipal Stadium, Cleveland Indians                    |                                                       |  |
| 1955   | Nacional           | 6-5 (12 entradas)       | County Stadium, Milwaukee Braves                        |                                                       |  |
| 1956   | Nacional           | 7-3                     | Griffith Stadium, Washington Senators                   |                                                       |  |
| 1957   | Americana          | 6-5                     | Sportsman's Park, St. Louis Cardinals                   |                                                       |  |
| 1958   | Americana          | 4-3                     | Memorial Stadium, Baltimore Orioles                     |                                                       |  |
| 1959-a | Nacional           | 5-4                     | Forbes Field, Pittsburgh Pirates                        |                                                       |  |
| 1959-b | Americana          | 5-3                     | Memorial Coliseum, Los Angeles Dodgers                  |                                                       |  |
| 1960-a | Nacional           | 5-3                     | Municipal Stadium, Kansas City Athletics                |                                                       |  |
| 1960-b | Nacional           | 6-0                     | Yankee Stadium, New York Yankees                        |                                                       |  |
| 1961-a | Nacional           | 5-4 (10 entradas)       | Candlestick Park, San Francisco Giants                  |                                                       |  |
| 1961-b | EMPATE             | 1-1 (9 entradas, chuva) | Fenway Park, Boston Red Sox                             |                                                       |  |
| 1962-a | Nacional           | 3-1                     | D.C. Stadium, Washington Senators                       | Maury Wills, Los Angeles (LN)                         |  |
| 1962-b | Americana          | 9-4                     | Wrigley Field, Chicago Cubs                             | Leon Wagner, Los Angeles (LA)                         |  |
| 1963   | Nacional           | 5-3                     | Municipal Stadium, Cleveland Indians                    | Willie Mays, San Francisco (LN)                       |  |
| 1964   | Nacional           | 7-4                     | Shea Stadium, New York Mets                             | Johnny Callison, Philadelphia (LN)                    |  |
| 1965   | Nacional           | 6-5                     | Metropolitan Stadium, Minnesota Twins                   | Juan Marichal, San Francisco (LN)                     |  |
| 1966   | Nacional           | 2-1 (10 entradas)       | Busch Memorial Stadium, St. Louis Cardinals             | Brooks Robinson, Baltimore (LA)                       |  |
| 1967   | Nacional           | 2-1 (15 entradas)       | Anaheim Stadium, California Angels                      | Tony Pérez, Cincinnati (LN)                           |  |
| 1968   | Nacional           | 1-0                     | Astrodome, Houston Astros                               | Willie Mays, San Francisco (LN)                       |  |
| 1969   | Nacional           | 9-3                     | Robert F. Kennedy Memorial Stadium, Washington Senators | Willie McCovey, San Francisco (LN)                    |  |
| 1970   | Nacional           | 5-4 (12 entradas)       | Riverfront Stadium, Cincinnati Reds                     | Carl Yastrzemski, Boston (LA)                         |  |
| 1971   | Americana          | 6-4                     | Tiger Stadium, Detroit Tigers                           | Frank Robinson, Baltimore (LA)                        |  |
| 1972   | Nacional           | 4-3 (10 entradas)       | Atlanta-Fulton County Stadium, Atlanta Braves           | Joe Morgan, Cincinnati (LN)                           |  |
| 1973   | Nacional           | 7-1                     | Royals Stadium, Kansas City Royals                      | Bobby Bonds, San Francisco (LN)                       |  |
| 1974   | Nacional           | 7-2                     | Three Rivers Stadium, Pittsburgh Pirates                | Steve Garvey, Los Angeles (LN)                        |  |
| 1975   | Nacional           | 6-3                     | County Stadium, Milwaukee Brewers                       | Jon Matlack, New York (LN) Bill Madlock, Chicago (LN) |  |
| 1976   | Nacional           | 7-1                     | Veterans Stadium, Philadelphia Phillies                 | George Foster, Cincinnati (LN)                        |  |
| 1977   | Nacional           | 7-5                     | Yankee Stadium, New York Yankees                        | Don Sutton, Los Angeles (LN)                          |  |
| 1978   | Nacional           | 7-3                     | San Diego Stadium, San Diego Padres                     | Steve Garvey, Los Angeles (LN)                        |  |
| 1979   | Nacional           | 7-6                     | Kingdome, Seattle Mariners                              | Dave Parker, Pittsburgh (LN)                          |  |
| 1980   | Nacional           | 4-2                     | Dodger Stadium, Los Angeles Dodgers                     | Ken Griffey, Sr., Cincinnati (LN)                     |  |
| 1981   | Nacional           | 5-4                     | Cleveland Stadium, Cleveland Indians                    | Gary Carter, Montreal (LN)                            |  |
| 1982   | Nacional           | 4-1                     | Estádio Olímpico, Montreal Expos                        | David Concepción, Cincinnati (LN)                     |  |
| 1983   | Americana          | 13-3                    | Comiskey Park, Chicago White Sox                        | Fred Lynn, Los Angeles (LA)                           |  |
| 1984   | Nacional           | 3-1                     | Candlestick Park, San Francisco Giants                  | Gary Carter, Montreal (LN)                            |  |
| 1985   | Nacional           | 6-1                     | Hubert H. Humphrey Metrodome, Minnesota Twins           | LaMarr Hoyt, San Diego (LN)                           |  |
| 1986   | Americana          | 3-2                     | Astrodome, Houston Astros                               | Roger Clemens, Boston (LA)                            |  |
| 1987   | Nacional           | 2-0 (13 entradas)       | Oakland-Alameda County Coliseum, Oakland Athletics      | Tim Raines, Montreal (LN)                             |  |
| 1988   | Americana          | 2-1                     | Riverfront Stadium, Cincinnati Reds                     | Terry Steinbach, Oakland (LA)                         |  |
| 1989   | Americana          | 5-3                     | Anaheim Stadium, California Angels                      | Bo Jackson, Kansas City (LA)                          |  |
| 1990   | Americana          | 2-0                     | Wrigley Field, Chicago Cubs                             | Julio Franco, Texas (LA)                              |  |
| 1991   | Americana          | 4-2                     | SkyDome, Toronto Blue Jays                              | Cal Ripken, Jr., Baltimore (LA)                       |  |
| 1992   | Americana          | 13-6                    | Jack Murphy Stadium, San Diego Padres                   | Ken Griffey Jr., Seattle (LA)                         |  |
| 1993   | Americana          | 9-3                     | Oriole Park at Camden Yards, Baltimore Orioles          | Kirby Puckett, Minnesota (LA)                         |  |
| 1994   | Nacional           | 8-7 (10 entradas)       | Three Rivers Stadium, Pittsburgh Pirates                | Fred McGriff, Atlanta (LN)                            |  |
| 1995   | Nacional           | 3-2                     | The Ballpark in Arlington, Texas Rangers                | Jeff Conine, Florida (LN)                             |  |
| 1996   | Nacional           | 6-0                     | Veterans Stadium, Philadelphia Phillies                 | Mike Piazza, Los Angeles (LN)                         |  |
| 1997   | Americana          | 3-1                     | Jacobs Field, Cleveland Indians                         | Sandy Alomar, Cleveland (LA)                          |  |
| 1998   | Americana          | 13-8                    | Coors Field, Colorado Rockies                           | Roberto Alomar, Baltimore (LA)                        |  |
| 1999   | Americana          | 4-1                     | Fenway Park, Boston Red Sox                             | Pedro Martínez, Boston (LA)                           |  |
| 2000   | Americana          | 6-3                     | Turner Field, Atlanta Braves                            | Derek Jeter, New York (LA)                            |  |
| 2001   | Americana          | 4-1                     | Safeco Field, Seattle Mariners                          | Cal Ripken, Jr., Baltimore (LA)                       |  |
| 2002   | EMPATE             | 7-7 (11 entradas)       | Miller Park, Milwaukee Brewers                          | Ninguém foi eleito.                                   |  |
| 2003   | Americana          | 7-6                     | U.S. Cellular Field, Chicago White Sox                  | Garret Anderson, Anaheim (LA)                         |  |
| 2004   | Americana          | 9-4                     | Minute Maid Park, Houston Astros                        | Alfonso Soriano, Texas (LA)                           |  |
| 2005   | Americana          | 7-5                     | Comerica Park, Detroit Tigers                           | Miguel Tejada, Baltimore (LA)                         |  |
| 2006   | Americana          | 3-2                     | PNC Park, Pittsburgh Pirates                            | Michael Young, Texas (LA)                             |  |
| 2007   | Americana          | 5-4                     | AT&T Park, San Francisco Giants                         | Ichiro Suzuki, Seattle (LA)                           |  |
| 2008*  | Americana          | 4-3 (15 entradas)       | Yankee Stadium, New York Yankees                        | J. D. Drew, Boston (LA)                               |  |
| 2009   | Americana          | 4-3 (9 entradas)        | Busch Stadium, Saint Louis Cardinals                    | Carl Crawford, Tampa Bay (LA)                         |  |
| 2010   | Nacional           | 3-1                     | Angel Stadium of Anaheim, Los Angeles Angels of Anaheim | Brian McCann, Atlanta (LN)                            |  |
| 2011   | Nacional           | 5-1                     | Chase Field, Arizona Diamondbacks                       | Prince Fielder, Milwaukee (LN)                        |  |
| 2012   | Nacional           | 8-0                     | Kauffman Stadium, Kansas City Royals                    | Melky Cabrera, San Francisco (LN)                     |  |
| 2013   | Americana          | 3-0                     | Citi Field, New York Mets                               | Mariano Rivera, New York (LA)                         |  |
| 2014   | Americana          | 5-3                     | Target Field, Minnesota Twins                           | Mike Trout, Los Angeles (LA)                          |  |
| 2015   | Americana          | 6-3                     | Great American Ball Park, Cincinnati Reds               | Mike Trout, Los Angeles (LA)                          |  |

*Jogo das Estrelas de maior duração na história.
| Americana | Empates | Nacional |
| --------- | ------- | -------- |
| 44        | 2       | 43       |